# Tereza Yohannes
Tereza Yohannes (* 1982 in Shewa) ist eine äthiopische Langstreckenläuferin.
1999 kam sie bei den Halbmarathon-Weltmeisterschaften in Palermo auf den 28. Platz und siegte bei der San Silvestre Vallecana. 2003 wurde sie Neunte bei den Crosslauf-Weltmeisterschaften in Lausanne und gewann dabei Gold mit dem äthiopischen Team.

## Persönliche Bestzeiten
- 5000 m: 15:45,04 min, 14. Juli 2001, Maia
- 10.000 m: 33:04,73 min, 8. Juli 2000, Barakaldo
- Halbmarathon: 1:13:38 h, 3. Oktober 1999, Palermo